# Kill Me Baby
Kill Me Baby (japonsky キルミーベイベー, Kiru Mī Beibē) je japonská komediální jonkoma manga, kterou napsal a ilustroval autor s pseudonymem „Kadzuho“. Na základě mangy vznikla v roce 2012 anime adaptace v podobě třináctidálného televizního seriálu vysílaného mezi 5. lednem a 29. březnem 2012. Nakonec dne 16. října 2013 byla vydána OVA. Anime adaptace vytvořilo japonské animační studio J.C.Staff.
Manga i anime jsou poměrně jednoduché; pojednávají o čtyřech středoškolačkách s diametrálně odlišným myšlením a pohledem, dvou hlavních postavách, Jasuně Oribe a Soně a dvou vedlejších postavách, Agiri Gošiki a „Unused Character", který se však objevuje v popředí spíše sporadicky.

## Postavy

### Jasuna Oribe
Jasuna Oribe (japonsky 折部 やすな, Oribe Jasuna) je obyčejnou středoškolačkou, která se snaží přátelit se se Soňou a chová se k ní laskavě, přestože Soňa je schopna zabíjet. Často jí škádlí, dělá naschvály a utahuje si z ní, na což často doplatí fyzickým napadením od Soňi, například škrcením nebo údery. I přest tuto skutečnost nejeví vůči Soně žádný náznak strachu. Má krátké hnědé vlasy.

### Soňa
Soňa (japonsky ソーニャ, Soňa) je zdánlivě obyčejná středoškolská studentka, která studuje na běžné střední škole. Ve skutečnosti je však profesionálním zabijákem. Je neustále ve střehu, takže často přehnaně reaguje na neškodné vtipy Jasuny, ke které se časo nechová jako kamarádka. I přes svou chladnokrevnou povahu se bojí švábů, duchů a psů. Později se ukáže, že má o Jasunu určité obavy. Nosí delší blonďaté vlasy.

### Agiri Gošiki
Agiri Gošiki (japonsky ごしき あぎり, Gošiki Agiri) je velice klidná ninja dívka., která kvůli práci přestoupila do stejné školy, ve které studují Jasuna a Soňa. Bez jakékoliv předešlé domluvy si zabrala nepoužívanou ninja klubovnu, která ve škole byla k dispozici a ve které tráví veškerý volný čas. Občas Jasunu a Soňu překvapí náhodným nindžucu. Má dlouhé fialové vlasy.

### Unused Character
Tato postava, která nemá jméno, (japonsky 没キャラ, Botsu-kyara) se objevuje v manze jen sporadicky a jde o nevyužitou postavu, která měla být součástí hlavního obsazení, ale jejíž vlastnosti nakonec nahradila Jasuna. Z tohoto důvodu přísahá, že se pomstí Jasuně i Soně, ale v jednotlivých epizodách na její činy zkrátka není místo a jde tak spíše o vtip.

## Média

### Manga
Kill Me Baby začala být vydávána v červenci 2008 v manga magazínu Manga Time Kirara Carat poté, co byl prototyp stripu zveřejněn v dřívějším čísle časopisu. První svazek byl vydán nakladatelem Hóbunša dne 27. ledna 2009, který vydává mangu i nadále.

### Anime
Od 5. ledna do 29. března 2019 se na TBS vysílala anime adaptace mangy od studia J.C.Staff. Veškerou hudbu pro anime adaptaci vytvořila synth-popová skupina EXPO. V Severní Americe získala licenci na vydání anime série společnost Sentai Filmworks. Dne 16. října 2013 vyšlo audio CD, které však obsahovalo také nově vydanou OVA.

### Videohra
Postavy ze série Kill Me Baby se objevují společně s jinými postavami z magazínu Manga Time Kirara v mobilním RPG Kirara Fantasia.

## Přijetí
Theron Martin z Anime News Network ve své recenzi anime adaptace uvedl, že některé vtipy v Kill Me Baby mu připadaly monotónní a animace průměrné, nicméně anime považoval za docela vtipné a chválil anglický dabing. Theron doporučil sledovat anime po částech, ne celé najednou, protože by to podle něho mohlo „roztavit mozek". Označil však sérii za dobrou komedii. Aiden Foote, píšící pro THEM Anime Reviews, také shledal, že animace je průměrná, ale chválil groteskní humor a jeho podání jak Jasunou, tak Soňou. Zároveň vyzdvihl, že na nízké obsazení jsou postavy živé, což nízký počet postav nahrazuje.